# José Perdomo
José Batlle Perdomo Teixeira (ur. 5 stycznia 1965 w Salto) – piłkarz urugwajski, środkowy pomocnik. Później trener. Wzrost 182 cm, waga 78 kg.
Perdomo urodził się w Salto. Karierę piłkarską rozpoczął w 1983 roku w klubie CA Peñarol. Grając w Peñarolu zdobył mistrzostwo Urugwaju w 1985 i 1986 oraz dotarł do półfinału Copa Libertadores 1985 i wygrał Copa Libertadores 1987. Wraz z reprezentacją Urugwaju wziął udział w turnieju Copa América 1987, gdzie Urugwaj obronił tytuł mistrza Ameryki Południowej. Perdomo zagrał we wszystkich dwóch meczach - półfinałowym z Argentyną i finałowym z Chile.
Wziął także udział w Copa América 1989, w którym Urugwaj zdobył tytuł wicemistrza Ameryki Południowej. Perdomo zagrał w dwóch meczach grupowych z Chile i Argentyną oraz we wszystkich meczach fazy finałowej - z Paragwajem, Argentyną i Brazylią. Swoją grą zwrócił na siebie uwagę trenera włoskiego klubu Genoa CFC, Franco Scoglio. Perdomo podpisał kontrakt z klubem, a razem z nim uczynili to samo reprezentacyjni koledzy - Carlos "Pato" Aguilera i Rubén Paz.
W nowym klubie spodziewano się, że Perdomo stanie się główną postacią środkowej linii zespołu. Jednak po rozegraniu 25 słabych meczów zapamiętano go jedynie z braku szybkości i przyśpieszenia oraz ze względu na wyjątkowo agresywną grę. Jego słabe występy w sezonie 1989/90 sprawiły, że Vujadin Boškov, trenujący lokalnego rywala Genui Sampdorię, wypowiedział jeden ze swych najsłynniejszych tekstów: Gdybym spuścił swego psa, zagrałby lepiej niż Perdomo.
Jako piłkarz klubu Genoa wziął udział w finałach mistrzostw świata w 1990 roku, gdzie Urugwaj dotarł do 1/8 finału. Perdomo wystąpił we wszystkich 4 meczach - z Hiszpanią, Belgią, Koreą Południową i Włochami.
Po mistrzostwach Perdomo sprzedany został do hiszpańskiego klubu Real Betis, w którym rozegrał 6 meczów i zdobył 1 bramkę. W 1991 przeniósł się do Argentyny, gdzie występował w klubie Gimnasia y Esgrima La Plata. W 1994 zakończył karierę w Peñarolu, zdobywając w tym roku trzeci w swej karierze tytuł mistrza Urugwaju.
Perdomo od 19 czerwca 1987 do 25 czerwca 1990 rozegrał w reprezentacji Urugwaju 27 meczów i zdobył 3 bramki.
Po zakończeniu kariery piłkarskiej został trenerem.